# Akvan

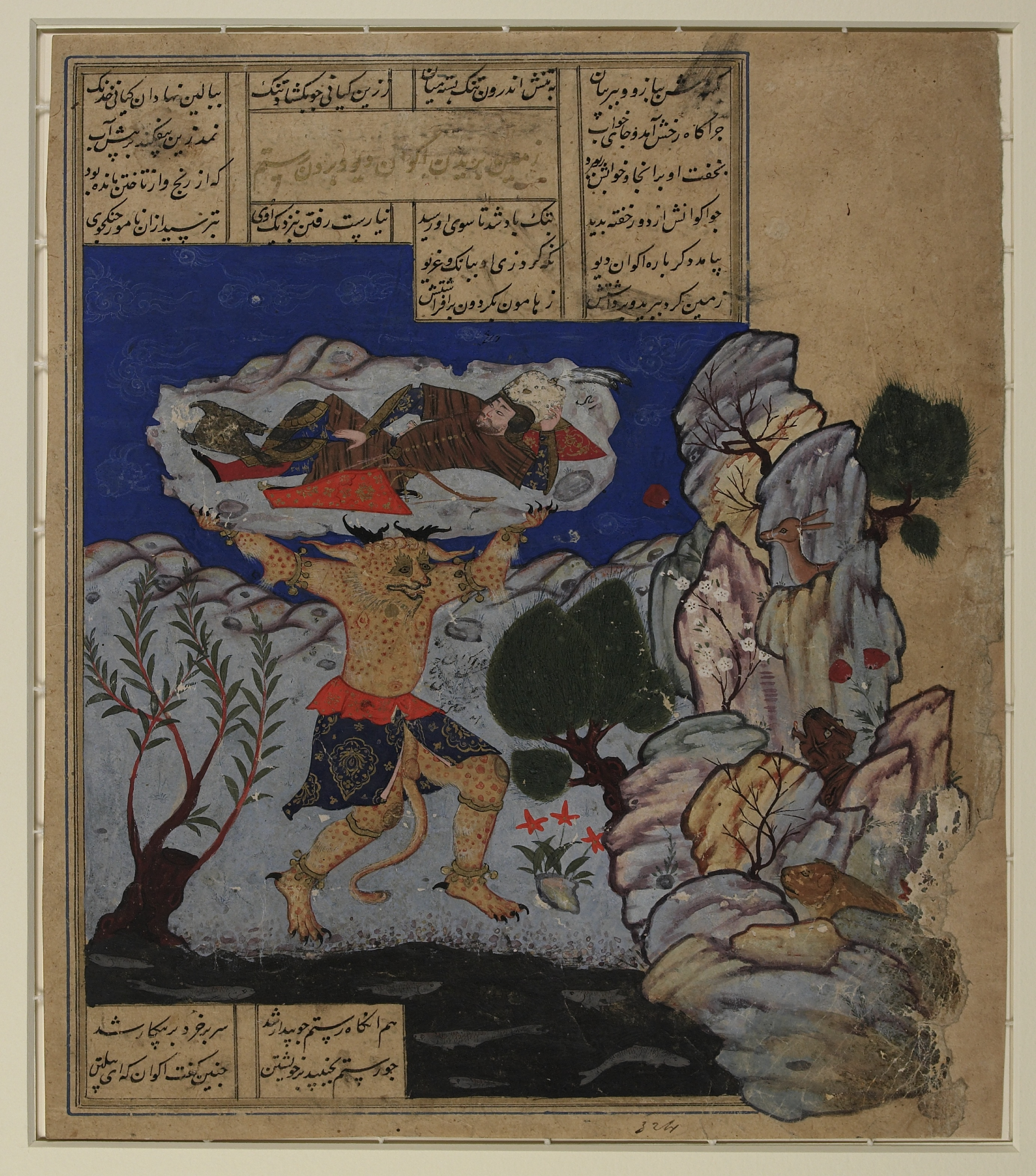
Gravure extraite du Livre des Rois représentant le dive Akvan

Akvan (signifiant « esprit mauvais ») est un dive persan avec de grands pouvoirs et une grande force. Il est décrit comme ayant des crocs et des cornes, portant une jupe courte traditionnelle qui cache partiellement sa queue, et possédant des ongles de pied semblables à des griffes. Akvan est mentionné dans le grand poème épique persan, le Livre des Rois de Ferdowsi. Une caractéristique unique d'Akvan est qu'il fait toujours le contraire de ce qu'on lui demande, un trait qui, s'il est connu, peut être utilisé contre lui.